# Shrek - Tutti al Luna Park
Shrek - Tutti al Luna Park (Shrek's Carnival Craze) è un videogioco pubblicato nel 2008 dalla Activision ed ispirato alla serie di film Shrek. Nel videogioco è possibile scegliere fra ventotto minigiochi ispirati a quelli dei luna park, in cui è possibile giocare interpretando uno dei personaggi della serie.